# Vitória do Xingu
Vitória do Xingu este un oraș și o municipalitate din statul Pará (PA), Brazilia.